# Journey to the Center of the Mind
| Оценки критиков | Оценки критиков |
| Источник        | Оценка          |
| --------------- | --------------- |
| Allmusic        | [ 1 ]           |

Journey to the Center of the Mind — второй студийный альбом The Amboy Dukes, выпущенный в апреле 1968 года на Mainstream Records (стерео S/6112, моно 56112 (только промозапись)).
Обновленное переиздание компакт-диска было выпущено в 1992 году компанией Mainstream Direct Ltd. с одним бонус-треком (MDCD 911).

## Список композиций
| №  | Название                  | Автор(ы)                  | Длительность |
| -- | ------------------------- | ------------------------- | ------------ |
| 1. | «Mississippi Murderer»    | Тед Ньюджент, Стив Фармер | 5:12         |
| 2. | «Surrender to Your Kings» | Ньюджент                  | 2:52         |
| 3. | «Flight of the Byrd»      | Ньюджент                  | 2:50         |
| 4. | «Scottish Tea»            | Ньюджент                  | 4:01         |
| 5. | «Dr. Slingshot»           | Ньюджент, Фармер          | 3:09         |

| №   | Название                                     | Автор(ы)         | Длительность |
| --- | -------------------------------------------- | ---------------- | ------------ |
| 6.  | «Journey to the Center of the Mind»          | Ньюджент, Фармер | 3:33         |
| 7.  | «Ivory Castles»                              | Фармер           | 3:21         |
| 8.  | «Why Is a Carrot More Orange Than an Orange» | Фармер           | 2:26         |
| 9.  | «Missionary Mary»                            | Фармер           | 2:35         |
| 10. | «Death Is Life»                              | Фармер           | 2:08         |
| 11. | «Saint Philips Friend»                       | Фармер           | 3:33         |
| 12. | «I'll Prove I'm Right»                       | Фармер           | 1:38         |
| 13. | «Conclusion»                                 | Ньюджент, Фармер | 1:57         |

| №   | Название                            | Автор(ы)         | Длительность |
| --- | ----------------------------------- | ---------------- | ------------ |
| 14. | «You Talk Sunshine, I Breathe Fire» | Ньюджент, Фармер | 2:44         |

В цифровых магазинах и на потоковых сервисах трек-лист отличается от оригинального, добавляя три трека из альбома Migration.
| №   | Название                                     | Автор(ы)                  | Длительность |
| --- | -------------------------------------------- | ------------------------- | ------------ |
| 1.  | «Mississippi Murderer»                       | Тед Ньюджент, Стив Фармер | 5:12         |
| 2.  | «Surrender to Your Kings»                    | Ньюджент                  | 2:52         |
| 3.  | «Flight of the Byrd»                         | Ньюджент                  | 2:50         |
| 4.  | «Scottish Tea»                               | Ньюджент                  | 4:01         |
| 5.  | «Dr. Slingshot»                              | Ньюджент, Фармер          | 3:09         |
| 6.  | «Journey to the Center of the Mind»          | Ньюджент, Фармер          | 3:33         |
| 7.  | «Prodigal Man» (с альбома Migration)         | Ньюджент                  | 8:51         |
| 8.  | «For His Namesake"» (с альбома Migration)    | Фармер                    | 4:26         |
| 9.  | «Inside the Outside» (с альбома Migration)   | Фармер                    | 3:23         |
| 10. | «You Talk Sunshine, I Breathe Fire»          | Ньюджент, Фармер          | 2:44         |
| 11. | «Ivory Castles»                              | Фармер                    | 3:21         |
| 12. | «Why Is a Carrot More Orange Than an Orange» | Фармер                    | 2:26         |
| 13. | «Missionary Mary»                            | Фармер                    | 2:35         |
| 14. | «Death Is Life»                              | Фармер                    | 2:08         |
| 15. | «Saint Philips Friend»                       | Фармер                    | 3:33         |
| 16. | «I'll Prove I'm Right»                       | Фармер                    | 1:38         |
| 17. | «Conclusion»                                 | Ньюджент, Фармер          | 1:57         |

## Участники записи

### The Amboy Dukes
- Джон (J.B.) Дрейк – вокал
- Тед Ньюджент – соло-гитара
- Стив Фармер[англ.] – ритм-гитара, вокал
- Грэг Арама – бас-гитара
- Дэйв Палмер – ударные
- Энди Соломон – орган, фортепиано, вокал

### Технический персонал
- Боб Шед[англ.] – продюсер
- Рой Чикала[англ.] – звукорежиссёр
- Максин Эпштейн – координатор альбома
- Джек Лоншейн – дизайн обложки

## Кавер-версии
Песня «Journey to the Center of the Mind» была перепета такими группами как, Slade (ещё под названием «Ambrose Slade») на альбоме 1969 года Beginnings, The Ramones на альбоме 1994 года Acid Eaters и Sun City Girls на альбоме 2001 года Libyan Dream.